# 히토쓰기역
히토쓰기역(일본어: 一ツ木駅)은 일본 아이치현 가리야시에 위치한 나고야 철도 나고야 본선의 철도역이다. 역 번호는 NH 20이며, 상대식 승강장 2면 2선의 구조를 갖춘 지상역이다.

## 타는 곳
| 1 | ■ 나고야 본선 | 하행 | 나고야 · 이누야마 · 쓰시마 방면                 |
| 2 | ■ 나고야 본선 | 상행 | 히가시오카자키 · 도요하시 · 도요카와이나리 방면 |

## 이용 현황
- 2013년 기준 : 2,965명

## 역 주변
- 국도 제1호선
- 국도 제23호선
- 가리야 시 종합 운동공원

## 인접 역
| 나고야 철도 나고야 본선  | 나고야 철도 나고야 본선 | 나고야 철도 나고야 본선          |
| ------------------------ | ----------------------- | -------------------------------- |
| NH 19 지류 도요하시 방면 | ■ 나고야 본선           | 후지마쓰 NH 21 메이테쓰기후 방면 |